# Кім Чін Хі
Кім Чін Хі (кор. 김진희, нар. 14 червня 1981) — колишня південнокорейська тенісистка.
Найвищу одиночну позицію світового рейтингу — 235 місце досягла 8 вересня 2003, парну — 191 місце — 26 липня 2004 року.
Здобула 4 одиночні та 9 парних титулів туру ITF.

## Фінали ITF
| турніри $100,000 |
| турніри $75,000  |
| турніри $50,000  |
| турніри $25,000  |
| турніри $10,000  |

### Одиночний розряд: 8 (4–4)
| Результат | Ранг | Дата              | Турнір                         | Покриття  | Суперниця      | Рахунок          |
| --------- | ---- | ----------------- | ------------------------------ | --------- | -------------- | ---------------- |
| Поразка   | 1.   | 30 вересня 2001   | ITF Кіото, Японія              | Килим (i) | Саманта Стосур | 1–6, 5–7         |
| Перемога  | 2.   | 25 листопада 2001 | ITF Кофу, Японія               | Ґрунт     | Сатіе Умехара  | 6–1, 4–6, 7–6(4) |
| Перемога  | 3.   | 27 липня 2003     | ITF Чханвон, Південна Корея    | Тверде    | Чан Кйон Мі    | w/o              |
| Поразка   | 4.   | 14 серпня 2003    | ITF Nakhon Ratchasima, Таїланд | Тверде    | Іша Лахані     | 4–6, 2–6         |
| Перемога  | 5.   | 30 травня 2004    | ITF Сеул, Південна Корея       | Тверде    | Сє Шувей       | 6–2, 6–4         |
| Перемога  | 6.   | 22 травня 2005    | ITF Чханвон, Південна Корея    | Тверде    | Чжуан Цзяжун   | 4–6, 6–3, 6–4    |
| Поразка   | 7.   | 11 червня 2005    | ITF Сеул, Південна Корея       | Тверде    | Сє Шувей       | 2–6, 6–2, 3–6    |
| Поразка   | 8.   | 3 серпня 2008     | ITF Суракарта, Індонезія       | Тверде    | Санді Гумуля   | 7–6(5), 1–6, 2–6 |

### Парний розряд: 23 (9–14)
| Результат | Ранг | Дата              | Турнір                      | Покриття | Партнерка                | Суперниці                             | Рахунок                 |
| --------- | ---- | ----------------- | --------------------------- | -------- | ------------------------ | ------------------------------------- | ----------------------- |
| Перемога  | 1.   | 29 листопада 1998 | ITF Маніла, Філіппіни       | Тверде   | Chang Kyung-mi           | Ліза Андріяні Іраваті Іскандар        | 6–3, 7–6                |
| Поразка   | 2.   | 4 квітня 1999     | ITF Інчхон, Південна Корея  | Ґрунт    | Chang Kyung-mi           | Lee Eun-jeong Park Seon-young         | 3–6, 2–6                |
| Поразка   | 3.   | 5 листопада 2000  | ITF Джакарта, Індонезія     | Тверде   | Чхе Кйон І               | Ліза Андріяні Анжелік Віджайя         | 4–2, 3–5, 2–4, 4–0, 0–4 |
| Перемога  | 4.   | 19 листопада 2000 | ITF Маніла, Філіппіни       | Тверде   | Chae Kyung-yee           | Катеріне Турінскі Андреа ван ден Гурк | 4–2, 4–2, 4–0           |
| Поразка   | 5.   | 18 березня 2001   | ITF Гаосюн, Тайвань         | Тверде   | Chae Kyung-yee           | Деа Сумантрі Анжелік Віджайя          | 3–6, 2–6                |
| Поразка   | 6.   | 22 липня 2001     | ITF Балтимор, США           | Тверде   | Сатіе Умехара            | Селена Маккорі Сара Ріск              | 3–6, 6–4, 2–6           |
| Поразка   | 7.   | 12 серпня 2001    | ITF Бангкок, Таїланд        | Тверде   | Chae Kyung-yee           | Чжань Цзіньвей Сє Шувей               | 1–6, 3–6                |
| Поразка   | 8.   | 19 серпня 2001    | ITF Бангкок, Таїланд        | Тверде   | Chae Kyung-yee           | Романа Теджакусума Анжелік Віджайя    | 6–4, 3–6, 5–7           |
| Поразка   | 9.   | 25 листопада 2001 | ITF Кофу, Японія            | Ґрунт    | Вен Цзитін               | Ецуко Кітадзакі Еріко Мідзуно         | 6–4, 6–7(5), ret.       |
| Перемога  | 10.  | 3 грудня 2001     | ITF Нонтхабурі, Таїланд     | Тверде   | Івана Абрамович          | Чон Мі Ра Маніша Малхотра             | 6–1, 7–5                |
| Поразка   | 11.  | 21 липня 2002     | ITF Балтимор, США           | Тверде   | Наталія Демиденко        | Вільмаріє Кастельві Аґнес Віскі       | 1–6, 6–3, 3–6           |
| Перемога  | 12.  | 28 липня 2002     | ITF Евансвілл, США          | Тверде   | Накамура Айко            | Гебріелл Бейкер Дінна Робертс         | 6–4, 6–0                |
| Поразка   | 13.  | 10 серпня 2003    | ITF Нонтхабурі, Таїланд     | Тверде   | Такемура Рьоко           | Чжань Цзіньвей Чжуан Цзяжун           | 2–6, 5–7                |
| Перемога  | 14.  | 6 червня 2004     | ITF Чханвон, Південна Корея | Тверде   | Chang Kyung-mi           | Такасе Аямі Томоко Йонемура           | 7–5, 6–4                |
| Перемога  | 15.  | 15 листопада 2004 | ITF Нуріоотпа, Австралія    | Тверде   | Чо Юн Чон                | Еві Домінікович Даніелла Джефлі       | 7–5, 6–2                |
| Поразка   | 16.  | 7 липня 2007      | ITF Нагоя, Японія           | Тверде   | Chang Kyung-mi           | Намігата Дзюнрі Акіко Йонемура        | 2–6, 6–3, 4–6           |
| Поразка   | 17.  | 4 травня 2008     | ITF Кімчхон, Південна Корея | Тверде   | Чо Юн Джон (тенісистка)  | Чжань Цзіньвей Ярміла Вулф            | 2–6, 0–6                |
| Поразка   | 18.  | 11 травня 2008    | ITF Чханвон, Південна Корея | Тверде   | Чо Юн Джон (тенісистка)] | Chang Kyung-mi Лі Чін А               | 5–7, 2–6                |
| Перемога  | 19.  | 28 липня 2008     | ITF Суракарта, Індонезія    | Тверде   | Чень Ї                   | Санді Гумуля Лавінія Тананта          | 6–2, 6–4                |
| Поразка   | 20.  | 4 серпня 2008     | ITF Джакарта, Індонезія     | Тверде   | Чень Ї                   | Ліза Андріяні Анжелік Віджайя         | 3–6, 1–6                |
| Перемога  | 21.  | 30 серпня 2008    | ITF Кімхе, Південна Корея   | Тверде   | Hong Da-jung             | Kim Sun-jung Lee Cho-won              | 6–4, 6–2                |
| Поразка   | 22.  | 1 листопада 2010  | ITF Маніла, Філіппіни       | Тверде   | Kim Ji-young             | Ян Чжаосюань Чжу Лінь                 | 4–6, 7–6(5), [7–10]     |
| Перемога  | 23.  | 11 вересня 2011   | ITF Йонволь, Південна Корея | Тверде   | Kim Ji-young             | Лі Хуа-Чень Лі Бейцзі                 | 6–1, 6–1                |